# Parque de Berlín

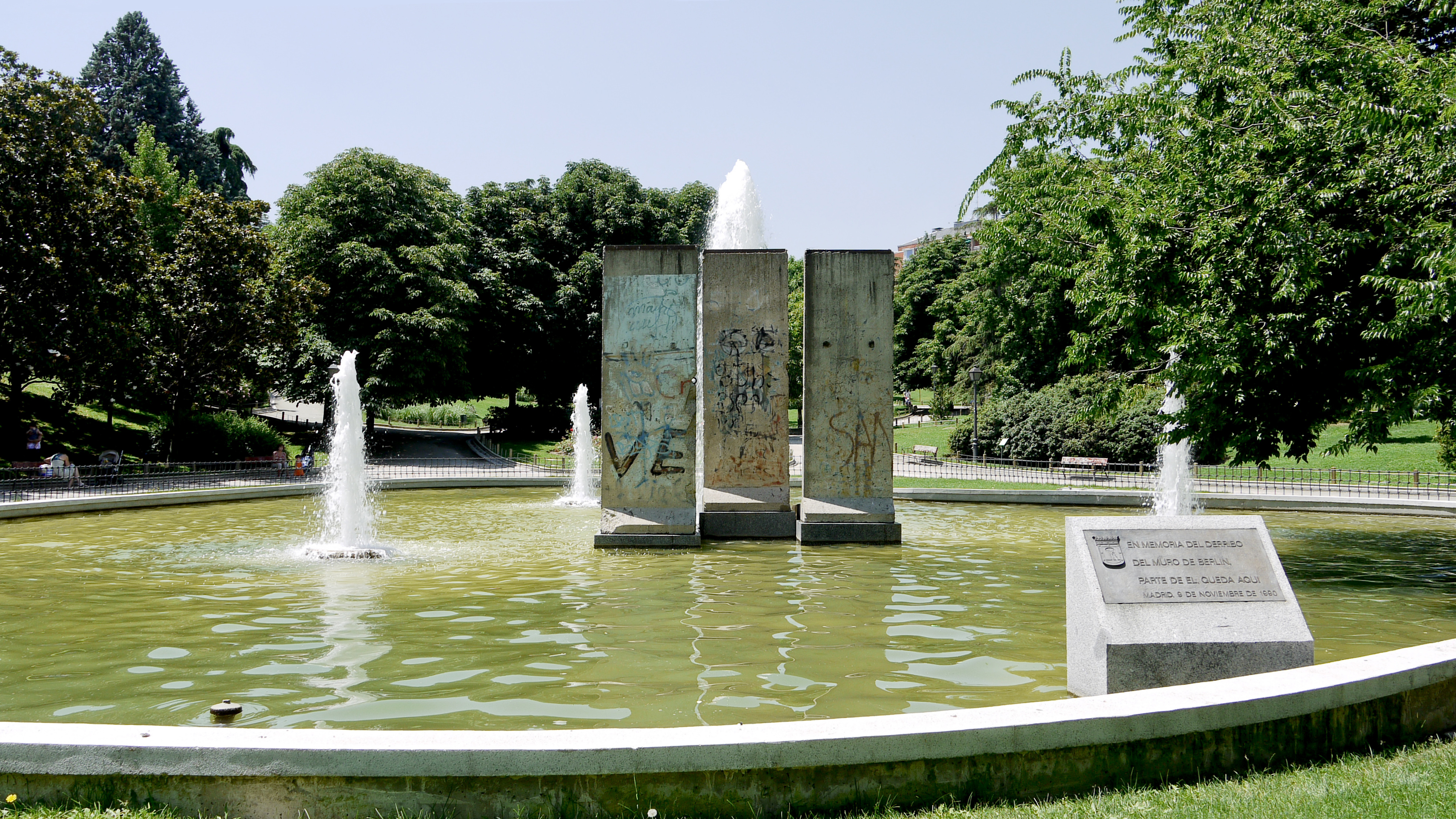
Stora fontänen med tre ”stenar” från muren, med originalgraffiti från Berlin

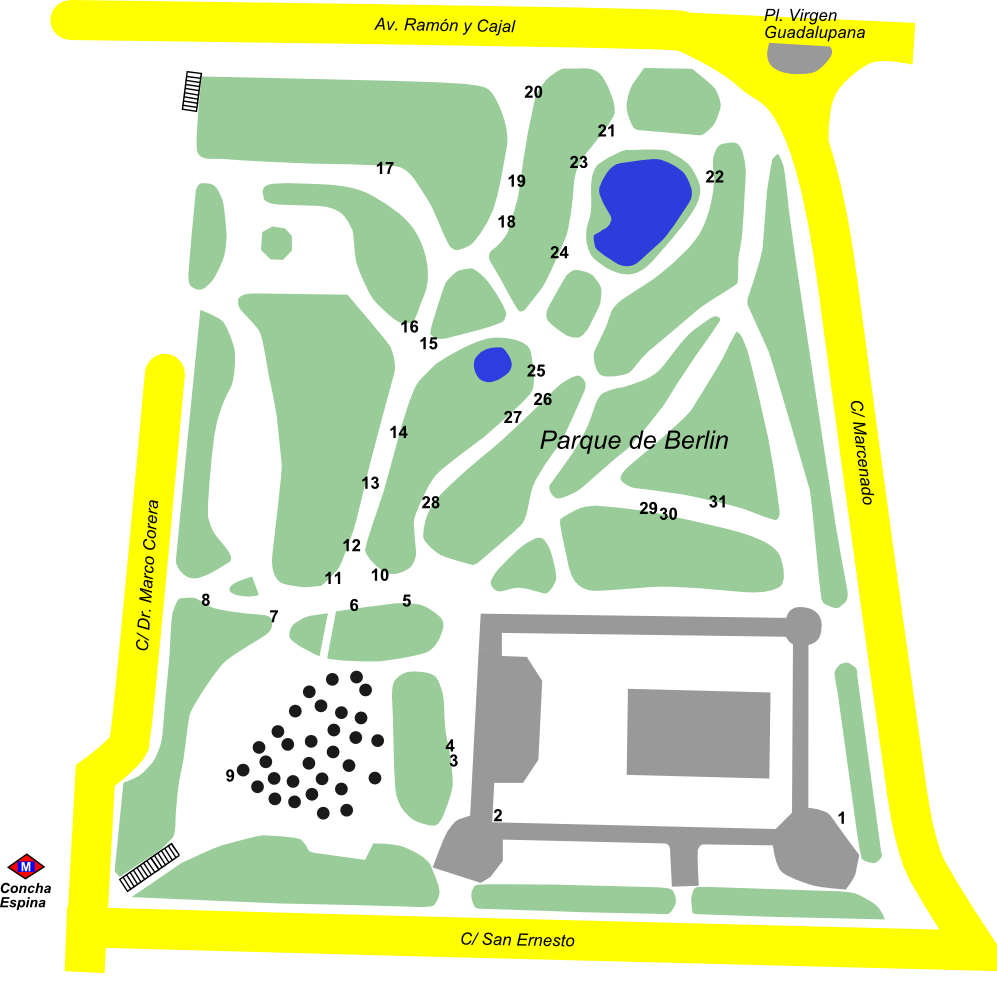
Botanisk slinga:
1. Gudaträd (Ailanthus altissima), 2. Platan (Platanus x hispanica)[trädet saknas f n, 2010], 3. Granatäpple (Punica granatum), 4. Lavendel (Lavandula officinalis) och Rosmarin (Rosmarinus officinalis), 5. Tamarisk (Tamarix gallica) och Retama (Retama sp.), 6. Olivträd (Olea europaea), 7. Spansk spirea (Spiraea sp.), 8. Amerikansk sekvoja (Sequaladendron giganteum), 9. Pinjeträd (Pinus pinea), 10. Cypress (Cupressus lambertiana), 11. Blodplommon (Prunus pisardii), 12. Silverakacia (Acacia dealbata), 13. Mahonia (Mahonia aquifolium), 14. Liquidambar/Altingiaceae (Liquidambar styraciflua), 15. Skogskornell (Cornus sanguinea), 16. Järnek (Ilex aquifolium), 17. Nordmannsgran (Abies nordmanniana), 18. Cypress-släktet (Cupressus arizonica), 19. Myrten (Callistemon sp.), 20. Silverpoppel (Populus alba), 21. Abelia (Abelia floribunda), 22. Kungsmagnolia (Magnolia grandiflora), 23. Tuja (Thuja sp.), 24. Olvon (Viburnum tinus), 25. Hästkastanj (Aesculus hippocastanum), 26. Pampasgräs (Ginerium argentea), 27. Tårpil (Salix babylonica), 28. Atlascederträd (Cedrus atlantica) (C. Atlanticus), 29. ’’Junipero’’(?) (Juniperus sinensis “horizontalis”), 30. Europeisk lärk (Larix decidua), 31. Mjukakantus (Acanthus mollis)

Parque de Berlín är en botanisk trädgård i Chamartíndistriktet i Madrid, Spanien. Parken upptar en yta av 4,92 hektar. Den gränsar till gatorna San Ernesto, Marcenado och Avenida Ramón y Cajal.
Parken invigdes 1967 av Berlins dåvarande borgmästare Willy Brandt.
Den stora dammen med fontän, mittemot Iglesia de Nuestra Señora de Guadalupe i nedre delen av parken är tillägnad Berlinmurens fall, av vilken det finns tre delar i parken sedan 1990. Den ursprungliga graffitimålningen av murblocken har överlevt trots en nitisk stadsanställd, som insisterade på att göra ren blocken innan Jose Maria Alvarez del Manzano kom för att inviga dem.
I parken finns också ett monument över Beethoven, en byst av Álvaro Iglesias och en björn som representerar staden Berlin och även ett litet auditorium.

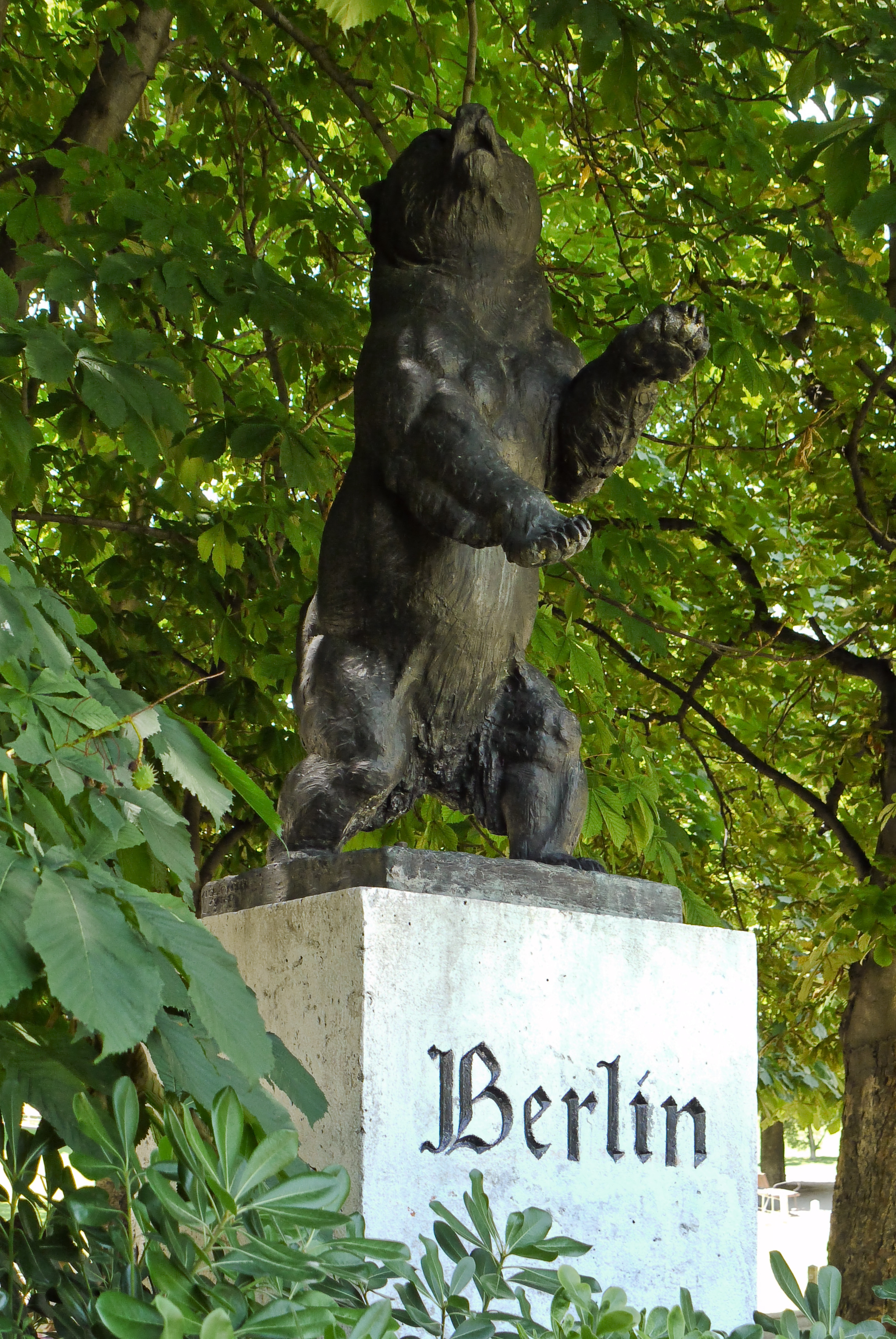
Berlinbjörnen

Parque de Berlin drivs av Junta Municipal de Chamartín, som har ordnat en botanisk stig i parken med 31 olika växter, se kartan.

## Extra länkar
- Wikimedia Commons har media som rör Parque de Berlin.